# Agent Orange (Album)
Agent Orange ist das dritte Album der deutschen Thrash-Metal-Band Sodom. Es wurde im Juni 1989 von Steamhammer/SPV veröffentlicht und bedeutete mit rund 100.000 verkauften Einheiten den kommerziellen Durchbruch der Gruppe.

## Entstehung
Den Songwriting-Prozess bezeichnete Tom Angelripper als ähnlich dem zum Vorgängeralbum Persecution Mania, lediglich die Musikproduktion sei professioneller gewesen. Die Kompositionen waren eine Gemeinschaftsarbeit von Schlagzeuger Chris Witchhunter und Gitarrist Frank Blackfire, die Texte stammten aus der Feder von Sänger Tom Angelripper. Aufgenommen wurde das Album im März und April 1989 im Berliner Musiclab Studio, produziert von Harris Johns. Der Mix fand im April 1989 in den Horus Sound Studios in Hannover statt. Bereits während der Aufnahmen kam es zu persönlichen Spannungen zwischen Frank Blackfire und Chris Witchhunter, die dazu führten, dass die beiden Musiker in den letzten Tagen der Aufnahmen kein Wort miteinander wechselten. Die angespannte Atmosphäre übertrug sich auch auf Sänger und Bassist Angelripper, es sei vorwiegend Produzent Harris Johns zu verdanken, dass das Album fertiggestellt werden konnte. Blackfire verließ Sodom nach den Aufnahmen und wechselte zu Kreator.

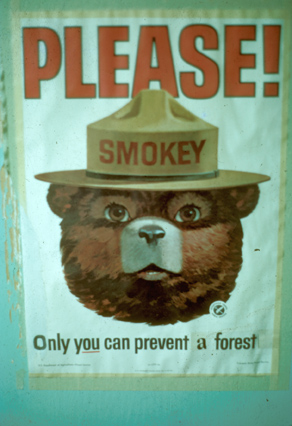
Zynische Smokey Bear-Verballhornung

Die meisten Liedtexte handeln vom Vietnamkrieg, allerdings will Tom Angelripper weder seine politische Meinung äußern noch eine politische Botschaft übermitteln.
Der Opener und Titelsong thematisiert die Operation Ranch Hand, bei der U.S. Militärs während des Vietnamkrieges in den Jahren 1962 bis 1971 mit Flugzeugen Entlaubungsmittel wie Agent Orange versprühten: Zunächst um Feindbewegungen im Dschungel besser beobachten zu können, und später, um die Bevölkerung auszuhungern durch den Einsatz auf Plantagen mit Nahrungsmitteln („Operation 'Ranch Hand', Spray down the death, Down on their farms, Assault against the population“).
Die Textzeile „Only you prevent the forest“ verweist auf die zynische Verballhornung des Waldbrandpräventions-Maskottchens Smokey Bear und dessen Aufruf „Only YOU Can Prevent Forest Fires“ durch US-Militärangehörige („Only you can prevent a forest“, siehe Abbildung links).
Weitere Themen sind Inzucht beim Menschen (Incest) und Stierkampf (Exhibition Bout), der CD-Bonustitel Don't Walk Away ist eine Coverversion eines Liedes der britischen Band Tank aus dem Jahr 1981.
Das Lied Ausgebombt erschien im September 1989 auf der gleichnamigen EP in einer deutschsprachigen Version, als Gastsänger ist Bela B. von Die Ärzte zu hören.

### Albumcover

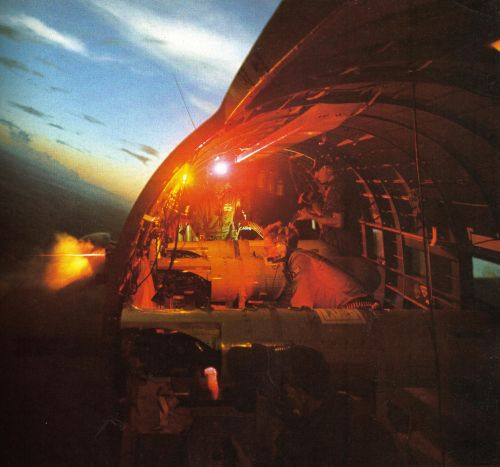
Das Albumcover basiert auf diesem Foto und weiteren aus einer dazugehörigen Serie (Vietnamkrieg, ca. 1968)

Die Cover wurde gemalt von Andreas Marschall und ist verteilt auf Vorder- und Rückseite des aufklappbaren Gatefold-Covers. Das Bild basiert auf Original-Fotos eines Gunship-Flugzeuges aus dem Vietnamkrieg, wie Marschall später dem Magazin Deaf Forever berichtete. Vom Einsatz solcher Flugzeuge wie der Douglas AC-47 Spooky, auch genannt Puff, the Magic Dragon, handelt das Lied Magic Dragon.

## Rezeption
Retrospektiv wird das Album als Meisterstück der Band bezeichnet. Das Musikmagazin Rock Hard setzte es auf Platz 299 seiner 500 stärksten Scheiben aller Zeiten aus dem Bereich Rock und Metal. Besonders hervorgehoben wird das Lied Ausgebombt, welches die letzten Zweifel „an der pazifistischen und unpolitischen Ausrichtung der Band“ ausgeräumt habe. Thom Jurek sieht die Gründe dafür, dass es sich um eines der besten Sodom-Alben handelt, zum einen in der guten Arbeit von Produzent Harris Johns und zum anderen darin, dass sich die drei Musiker während der ausgedehnten Tourneen zwischen Persecution Mania und Agent Orange als echtes Trio zusammengefunden hätten. Jurek hebt insbesondere die gegen den Stierkampf gerichtete Hymne Exhibition Bout und das sehr schnelle Incest hervor.
Mit dem Album gelang Sodom der Durchbruch in kommerzieller Hinsicht. Es verkaufte sich rund 100.000 mal und erreichte Platz 36 der deutschen Album-Charts. Aufgrund des Erfolges konnte Tom Angelripper nach zehn Jahren seinen Arbeitsplatz als Bergmann aufgeben und arbeitet seit dieser Zeit als Berufsmusiker. Im Jahr 2010 wurde das Album mit neuem Artwork wiederveröffentlicht.
Tom Lubowski vom Metal Hammer bewertete das Album retrospektiv als den Durchbruch der Band, auf welchem sich Sodom „vorwiegend dem Vietnamkrieg widmen“ und sich „neben Erkennungsmerkmalen wie ‘Agent Orange’ und ‘Ausgebombt’ auch [mit] Themen wie Inzucht (‘Incest’) und Stierkämpfe[n] (‘Exhibition Bout’)“ beschäftigen. Lubowski bezeichnete Agent Orange zudem als „das REIGN IN BLOOD (1986) der teutonischen Metal-Szene und die Essenz des deutschen Thrash Metal“ sowie als „grausame Raserei, die bis heute unerreicht ist!“

## Titelliste
1. Agent Orange – 6:04
2. Tired and Red – 5:26
3. Incest – 4:40
4. Remember the Fallen – 4:20
5. Magic Dragon – 6:00
6. Exhibition Bout – 3:35
7. Ausgebombt – 3:04
8. Baptism of Fire – 4:04
9. Don't Walk Away – 2:55